# Austrolimnophila lambi
Austrolimnophila lambi là một loài ruồi trong họ Limoniidae. Chúng phân bố ở miền Australasia.